# Илиндеевка
Илинде́евка — деревня в Кемеровском районе Кемеровской области. Входит в состав Елыкаевского сельского поселения.

## География
Центральная часть населённого пункта расположена на высоте 152 метров над уровнем моря.

## Население
По данным Всероссийской переписи населения 2010 года, в деревне Илиндеевка проживает 9 человек (5 мужчин, 4 женщины).